# Primi ministri del Qatar
Lista dei Primi ministri del Qatar.
In Qatar il Primo ministro è la seconda carica del Paese dopo l'Emiro.
La carica è attiva dal 1970, anche se fino al 1995 è stato lo stesso Emiro Khalifa bin Hamad Al Thani a ricoprirla.

## Lista
| Primo ministro             | Primo ministro                                                                        | Mandato         | Mandato         | Emiri                      |
| Primo ministro             | Primo ministro                                                                        | Inizio          | Fine            | Emiri                      |
| -------------------------- | ------------------------------------------------------------------------------------- | --------------- | --------------- | -------------------------- |
|                            | Khalifa bin Hamad Al Thani خليفة بن حمد آل ثاني                                       | 29 maggio 1970  | 27 giugno 1995  | Ahmad bin Ali Al Thani     |
| Khalifa bin Hamad Al Thani | Khalifa bin Hamad Al Thani خليفة بن حمد آل ثاني                                       | 29 maggio 1970  | 27 giugno 1995  |                            |
|                            | Hamad bin Khalifa Al Thani حمد بن خليفة آل ثاني                                       | 27 giugno 1995  | 29 ottobre 1996 | Hamad bin Khalifa Al Thani |
|                            | Abdullah bin Khalifa Al Thani عندالله بن خليفة آل ثاني                                | 29 ottobre 1996 | 3 aprile 2007   | Hamad bin Khalifa Al Thani |
|                            | Hamad bin Jassim bin Jaber Al Thani حمد بن جاسم بن جبر آل ثاني                        | 3 aprile 2007   | 26 giugno 2013  | Hamad bin Khalifa Al Thani |
|                            | Abdullah bin Nasser bin Khalifa Al Thani سعادة الشيخ عبدالله بن ناصر بن خليفة آل ثاني | 26 giugno 2013  | 28 gennaio 2020 | Tamim bin Hamad Al Thani   |
|                            | Khalid bin Khalifa bin Abdul Aziz Al Thani خالد بن خليفة بن عبد العزيز آل ثاني        | 28 gennaio 2020 | 7 marzo 2023    | Tamim bin Hamad Al Thani   |
|                            | Mohammed bin Abdulrahman bin Jassim Al Thani محمد بن عبدالرحمن بن جاسم آل ثاني        | 7 marzo 2023    | in carica       | Tamim bin Hamad Al Thani   |